# Molla Nasraddin
Molla Nasraddin era un periodico satirico azero di otto pagine pubblicata a Tiflis (1906-17), Tabriz (nel 1921) e Baku (dal 1922 al 31) in lingue azero ed a volte in russo. La rivista è stata letta in tutto il mondo musulmano dal Marocco all'Iran.
È stato curato dallo scrittore Jalil Mammadguluzadeh (1866-1932) e nominato così in onore del Nasreddin, il leggendario saggio sufico del Medioevo. Per 25 anni sono stati pubblicati 748 numeri della rivista (340 a Tiflis, 8 a Tabriz e 400 a Baku).

## Storia
La rivista è stata fondata da Jalil Mammadguluzadeh nel 1906 a Tiflis (Tbilisi).Il periodico è stato pubblicato fino al marzo 1912. Nel gennaio 1913 la rivista è stata riavviata, e in ottobre 1914 - chiusa. Il periodico è stato ispirato dal religioso musulmano del 13 ° secolo Nasreddin, che è stato ricordato per le sue storie divertenti e aneddoti. La rivista esprimeva le idee della rivoluzione russa del 1905, così come le idee del movimento operaio della Transcaucasia.
Lo scopo principale della rivista era di rappresentare satiricamente vari fenomeni sociali, come disuguaglianza, assimilazione culturale, corruzione e ridicolizzare stili di vita e valori retrogradi del clero e dei fanatici religiosi.
È stato ampiamente diffuso in tutto il Medio Oriente e ha influenzato lo sviluppo della stampa democratica. La rivista denunciava le usanze patriarcali-feudali, invocava il popolo comune per la lotta per la libertà, e si opponeva anche all'imperialismo e ai regimi dispotici nei paesi dell'Est. Nel 1917 fu ripresa la pubblicazione, ma alla fine dello stesso anno fu interrotta, poiché la rivista fu proibita dalla censura nel 1917.
Articoli coraggiosi furono la ragione di numerose ricerche eseguite dalla polizia e frequenti divieti di Molla Nasraddin (nel 1912, 1914 e 1917). Dopo una pausa di tre anni, Mammadguluzadeh si trasferì a Tabriz, in Iran, dove nel giro di un anno pubblicò altri otto numeri della rivista. E dal 1922 al 1931 viene pubblicato a Baku. Scrittori azeri famosi come Mirza Alekper Sabir, Abdul Rachim Achverdov, Gamgusar, Mameda Said Ordubadi, Omar Faik Nemanzadeh e altri, e artisti e pittori popolari come Azim Azimzade, Iosif Rotter, Oscar Schmerling, sono stati pubblicati nel Molla Nasraddin.
In epoca sovietica, dopo il trasferimento del potere agli operai e ai contadini, nella rivista fu possibile vedere le richieste di una lotta per sradicare le sopravvivenze del passato con arretratezza e ignoranza, fanatismo religioso e liberazione dei paesi coloniali dell'Asia e dell'Africa. A quel tempo, c'era una lotta tra il nuovo e il vecchio.
Il periodico ideologicamente forniva con un grande sostegno morale la costruzione del socialismo.
Lo stile satirico della rivista era intriso di astuzia e ironia. Lo stile usato da Mirza Jalil era vicino e comprensibile alla gente. Non erano richieste spiegazioni e commenti aggiuntivi. Per creare l'allusione speciale, venivano usati strumenti lessicali, fraseologici e grammaticali creati da un linguaggio emotivo e ironico. La rivista era piena di vari metodi di rimprovero.

## Influenza
Durante il corso di due decadi e mezzo di Molla Nasreddin, il paese si trovava al centro delle sue polemiche e caricature. Azerbaigian - cambiò mani e nomi tre o quattro volte. Nel 1920 i sovietici avevano invaso Baku; la qualità della direzione editoriale e artistica della rivista ha sofferto considerevolmente poiché è stata costretta a mettere piede sulla linea del partito bolscevico.
Solo tre numeri del periodico vengono stampati nel 1931 e poco dopo si chiudono i battenti per sempre. Il suo impatto, tuttavia, è difficile da sopravvalutare. Molla Nasreddin ha offerto ispirazione a simili panflettiste dai Balcani all'Iran e alla Serbia. Il giornale azero Irshad ha coniato il termine "Molla Nasreddinism" per descrivere la capacità di raccontare le cose come sono.

## Struttura
Le caratteristiche e le colonne di Molla Nasraddin erano le seguenti:
- Discussioni
- Facetiae (brevi scritti spiritosi)
- Feuilleton
- Poesie umoristiche
- Telegrammi umoristici
- Storie satiriche
- Aneddotica
- Casella postale
- Pubblicità umoristiche
- Pubblicità personale
- Cartoni animati, caricature e illustrazioni[11]